# Marsala (vin)
 For alternative betydninger, se Marsala. (Se også artikler, som begynder med Marsala)
Marsala er en vin, der produceres i regionen, der omgiver den italienske by Marsala på Sicilien. Vine fra Marsala opnåede status som kategori Denominazione di origine controllata, også kendt som DOC i 1969.
Vinen drikkes ofte lokalt som almindelig vin, men vinen er i al væsentlighed kendt som en hedvin, der i sin struktur minder om portvin. Marsala har typisk en alkoholstyrke på mellem 16 og 20%. Vinen lagres minimum 4 år for at kunne bære betegnelsen Virgene og minimum 10 år for at bære betegnelsen Virgene Riserva.

## Karakteristika og typer
Vinen dyrkes typisk på de hvide druer Grillo, Inzolia og Catarratto.
Vinene er karakteriseret ved at have en forholdsvis kraftig, mørk ravagtig farve og en kompleks aroma.
Vinen kan drikkes som aperitif eller efter et måltid. Uden for Italien drikkes vinen dog forholdsvist sjældent på denne måde, idet vinen oftest i stedet benyttes i forbindelse med madlavning. Dette egner vinen sig fortrinligt til.

## Eksterne links
- Marsala i madlavning
- Om Marsala produktion Arkiveret 8. november 2007 hos  Wayback Machine